# Charles Brown (bokser)
Charles Brown (ur. 28 lipca 1939 w Cincinnati) – amerykański bokser, medalista olimpijski i dwukrotny medalista igrzysk panamerykańskich.
Startował w wadze piórkowej (do 57 kg). Zdobył w niej srebrny medal na igrzyskach panamerykańskich w 1959 w Chicago (w finale pokonał go Carlos Aro z Argentyny). Na kolejnych igrzyskach panamerykańskich w 1963 w São Paulo wywalczył brązowy medal.
Na igrzyskach olimpijskich w 1964 w Tokio zdobył brązowy medal w kategorii piórkowej po wygraniu trzech walk i przegranej w półfinale (pokonał go Filipińczyk Anthony Villanueva).
Był mistrzem Stanów Zjednoczonych w wadze piórkowej w 1964.
Nie przeszedł na zawodowstwo.